# Мальберг
Мальберг (нем. Mahlberg) — город в современной Германии (ФРГ), в земле Баден-Вюртемберг. 
Город подчинён административному округу Фрайбург. Входит в состав района Ортенау.  Население составляет 4 703 человека (на 31 декабря 2010 года). Занимает площадь 16,59 км². Официальный код  —  08 3 17 073.

## Персоналии
- Губер, Иоганн Самуэль (1778—1858) — теолог, генеральный суперинтендант Московской консистории Евангелическо-лютеранской церкви.
- Фридрих фон Блиттерсдорф (1792—1861) — политик Великого герцогства Баден.
- Зибек, Вольфрам (1928—2016) — немецкий гастрономический критик, писатель и журналист.